# Laarne
Laarne és un municipi belga de la província de Flandes Oriental a la regió de Flandes. Està compost per les seccions de Laarne i Kalken.
| #  | Nom    | Extensió (km²) | Població (01/10/2006) |
| -- | ------ | -------------- | --------------------- |
| I  | Laarne | 15,68          | 6.358                 |
| II | Kalken | 16,35          | 5.457                 |